# Olsian Çela
Olsian Çela (Fier, 3 luglio 1977) è un avvocato albanese.

## Biografia
È nato a Fier il 3 luglio 1977.
La sua carriera è iniziata nel 2001 presso la Procura di Tirana, dove è rimasto fino al 2004 passando alla Procura per i reati gravi; nel 2002 si è laureato presso la Scuola della magistratura. Tra il 2018 e il 2019 è stato inoltre procuratore presso la Procura di Berat. È stato inoltre professore esterno di diritto penale presso la Facoltà di Diritto dell'Università Giustiniano I di Tirana tra il 2009 e il 2010 e presso l'Università Aleksandër Moisiu di Durazzo tra il 2010 e il 2011.
Nel dicembre 2019 è stato eletto dall'Assemblea dell'Albania come Procuratore generale, prestando giuramento il 5 dicembre e assumendo la carica il giorno successivo.